# Движение Исламской революции Афганистана
Движение исламской революции Афганистана (Харакат-и-Инкилаб-и-Ислами, дари حرکت انقلاب اسلامی افغانستان) — традиционалистская исламистская политическая партия. Когда-то это была одна из крупнейших группировок афганских моджахедов, сражавшихся против советских войск во время советско-афганской войны. Лидером группировки в то время был Мохаммад Наби Мохаммади.

## История
Движение было частью пешаварской семерки и действовало в южных и восточных афганских провинциях Кандагар, Гильменд, Урузган, Газни, Пактика и Вардак. Движение по силе и влиятельности уступало таким организация как как Исламская партия Афганистана Гульбеддина Хекматияра или Исламское общество Афганистана (ИОА) Ахмад-шаха Масуда. В 1981 году она была признана второй по значимости из семи партий после ИОА, но к 1984 году её поддержка значительно сократилась. У группировки не было четкой политической цели, кроме афганского традиционализма и исламизма.
В 1990-х группировка пришла в упадок. Первоначально она вошла в состав правительства Бурхануддина Раббани, но в 1993 году вышла из него и запретила своим членам принимать участие в гражданской войне. Когда появились талибы, Мохаммади призвал ее членов присоединиться к Северному Альянсу.  Движение также было ослаблено основанием отколовшейся Партии национального и исламского процветания Афганистана, сформированной Маулави Мухаммадом Османом Салекзадой, в северном Афганистане.
После смерти лидера партии Мохаммеда Наби Мохамади в Пакистане руководство движением перешло к его сыну Ахмаду Наби Мухаммади. Под его новым руководством название движения было изменено на Движение исламской и национальной революции Афганистана (Харакат-е Инкилаб-е Ислами ва Мелли-йе Афганистан). В апреле 2005 года он присоединился к Фронту национального взаимопонимания Афганистана, коалиции 12 оппозиционных партий. Однако фронт просуществовал недолго.
В 2015 году партия назначила нового лидера: Мавлави Калам У Дин Моманд. Члены «Харакат» привлекли внимание общественности, когда провели собрание, посвященное памяти покойного основателя «Талибана» муллы Омара (который был членом «Харакат» во время советско-афганской войны), вызвав волну возмущения у правительства Афганистана. Партия перезапускалась несколько раз, и в своих последних интервью она подчеркивала «мир» как приоритет партии. Член совета улемов Хараката попросил талибов покинуть предательскую и лицемерную страну Пакистан».